# Tomaspis costaricensis
Tomaspis costaricensis är en insektsart som först beskrevs av William Lucas Distant 1879.  Tomaspis costaricensis ingår i släktet Tomaspis och familjen spottstritar. Inga underarter finns listade i Catalogue of Life.